# Єлчанінов Микола Іванович
Мико́ла Іва́нович Єлчані́нов (24 березня 1876 — † 1924) — полковник Армії УНР.

## Життєпис

У 1920 році

Закінчив Миколаївське кавалерійське училище (1896), вийшов корнетом до 12-го гусарського Охтирського полку (Меджибіж). Останнє звання у російській армії — полковник.
У 1917 р. — командир бригади 12-ї кавалерійської дивізії, згодом — начальник цієї дивізії, яка була частково українізована.
У 1918 р. — командир 14-го кінно-козачого Охтирського полку Армії Української Держави.
З січня 1919 р. служив у  Збройних Силах Півдня Росії.
На початку 1920 р. перебував у т. зв. Бредівському поході одеської групи білих військ до Польщі, там перейшов до Армії УНР.
З 27 квітня 1920 р. — командир кінного дивізіону Камянець-Подільської спільної юнацької школи.
Помер та похований у Калішу.